# Distretto di Xinbei
Il distretto di Xinbei (新北区S, Xīnběi QūP) è un distretto della Cina, situato nella provincia di Jiangsu e amministrato dalla prefettura di Changzhou.